# Nuoto ai campionati mondiali di nuoto 2009 - Staffetta 4x100 metri misti maschile
La staffetta 4x100 metri misti maschile ai campionati mondiali di nuoto 2009 si è svolta al complesso natatorio del Foro Italico di Roma, in Italia.
Le qualifiche per la finale si sono svolte la mattina del 2 agosto 2009, mentre la finale si è svolta la sera dello stesso giorno.

## Medaglie
| Posizione | Atleti | Paese       |
| --------- | --- | ----------- |
|           | Aaron Peirsol Eric Shanteau Michael Phelps David Walters Matt Grevers* Mark Gangloff* Tyler McGill* Nathan Adrian* | Stati Uniti |
|           | Helge Meeuw Hendrik Feldwehr Benjamin Starke Paul Biedermann                                                       | Germania    |
|           | Ashley Delaney Brenton Rickard Andrew Lauterstein Matthew Targett Christian Sprenger*                              | Australia   |

* Atleti che hanno partecipato solo alle batterie.

## Record
Prima della manifestazione il record del mondo (WR) e il record dei campionati (CR) erano i seguenti.
|  | 3'29"34 | Stati Uniti | Aaron Peirsol (53.16) Brendan Hansen (59.27) Michael Phelps (50.15) Jason Lezak (46.76) | 17 agosto 2008 Pechino, Cina      |
|  | 3'31"54 | Stati Uniti | Aaron Peirsol (53.71) Brendan Hansen (59.61) Ian Crocker (50.39) Jason Lezak (47.83)    | 27 luglio 2003 Barcellona, Spagna |

Durante l'evento sono stati migliorati i seguenti record:
| Data      | Evento      | Atleta                               | Nazione     | Tempo   | Record |
| --------- | ----------- | ------------------------------------ | ----------- | ------- | ------ |
| 26 luglio | 3ª batteria | Meeuw, Feldwehr, Starke e Biedermann | Germania    | 3'29"48 |        |
| 26 luglio | Finale      | Piersol, Shanteau, Phelps e Walters  | Stati Uniti | 3'27"28 |        |

## Risultati qualifiche
| Pos. | Nazione                       | Atleti | Tempo   | Batteria | Corsia | Note |
| ---- | ----------------------------- | --- | ------- | -------- | ------ | ---- |
| 1    | Germania                      | Helge Meeuw (52.46) Hendrik Feldwehr (1:50.68) Benjamin Starke (2:41.79) Paul Biedermann (3:29.48)                               | 3:29.48 | 3        | 7      | CR   |
| 2    | Australia                     | Ashley Delaney (53.29) Christian Sprenger (1:52.17) Andrew Lauterstein (2:42.33) Matthew Targett (3:29.84)                       | 3:29.84 | 4        | 4      |      |
| 3    | Stati Uniti                   | Matt Grevers (53.20) Mark Gangloff (1:51.88) Tyler McGill (2:42.70) Nathan Adrian (3:29.94)                                      | 3:29.94 | 5        | 4      |      |
| 4    | Francia                       | Jérémy Stravius (53.90) Hugues Duboscq (1:52.65) Clément Lefert (2:43.23) Alain Bernard (3:30.09)                                | 3:30.09 | 3        | 6      |      |
| 5    | Brasile                       | Guilherme Guido (53.61) Henrique Barbosa (1:52.45) Gabriel Mangabeira (2:42.61) Nicolas Oliveira (3:30.25)                       | 3:30.25 | 4        | 3      |      |
| 6    | Russia                        | Arkady Vyatchanin (53.27) Grigory Falko (1:52.91) Evgeny Korotyshkin (2:43.36) Evgeniy Lagunov (3:30.55)                         | 3:30.55 | 5        | 5      |      |
| 7    | Gran Bretagna                 | Liam Tancock (53.49) James Gibson (1:52.60) Michael Rock (2:43.31) Simon Burnett (3:30.68)                                       | 3:30.68 | 3        | 5      | NR   |
| 8    | Giappone                      | Ryōsuke Irie (52.50) Ryō Tateishi (1:51.76) Takurō Fujii (2:42.28) Rammaru Harada (3:30.74)                                      | 3:30.74 | 3        | 4      | NR   |
| 9    | Canada                        | Pascal Wollach (53.90) Mathieu Bois (1:52.76) Joe Bartoch (2:44.15) Brent Hayden (3:31.02)                                       | 3:31.02 | 5        | 2      | NR   |
| 10   | Sudafrica                     | George Du Rand (53.90) Cameron van der Burgh (1:52.22) Lyndon Ferns (2:44.28) Graeme Moore (3:31.53)                             | 3:31.53 | 5        | 3      | NR   |
| 11   | Nuova Zelanda                 | Daniel Bell (53.85) Glenn Snyders (1:53.60) Corney Swanepoel (2:44.05) Cameron Gibson (3:31.58)                                  | 3:31.58 | 4        | 5      | NR   |
| 12   | Spagna                        | Aschwin Wildeboer (52.70) Melquíades Álvarez Caraballo (1:51.85) Rafael Munoz (2:42.37) Jose Antonio Alonso (3:32.11)            | 3:32.11 | 3        | 3      |      |
| 13   | Italia                        | Enrico Catalano (54.76) Luca Pizzini (1:54.88) Mattia Nalesso (2:46.68) Christian Galenda (3:33.42)                              | 3:33.42 | 5        | 6      | NR   |
| 14   | Grecia                        | Aristeidis Grigoriadis (54.08) Romanos Iasonas Alyfantis (1:54.95) Stefanos Dimitriadis (2:46.82) Ioannis Kalargaris (3:35.33)   | 3:35.33 | 4        | 6      |      |
| 15   | Lituania                      | Vytautas Janušaitis (54.77) Giedrius Titenis (1:54.03) Rimvydas Salcius (2:46.83) Paulius Viktoravicius (3:35.40)                | 3:35.40 | 4        | 0      |      |
| 16   | Cina                          | Jianbin He (55.05) Guoying Zhang (1:56.23) Jiawei Zhou (2:47.26) Zuo Chen (3:35.86)                                              | 3:35.86 | 4        | 7      | NR   |
| 17   | Israele                       | Guy Markus Barnea (54.29) Tom Beeri (1:56.04) Alon Mandel (2:47.64) Nimrod Shapira Baror (3:36.23)                               | 3:36.23 | 5        | 8      |      |
| 18   | Slovenia                      | Robi Zbogar (56.41) Damir Dugonjič (1:56.58) Peter Mankoč (2:47.44) Jernej Godec (3:36.79)                                       | 3:36.79 | 1        | 8      |      |
| 19   | Ucraina                       | Andriy Kovbasa (56.21) Igor Borysik (1:55.73) Denys Dubrov (2:47.60) Andrii Govorov (3:36.99)                                    | 3:36.99 | 1        | 7      |      |
| 20   | Rep. Ceca                     | Tomas Fucik (55.88) Petr Bartunek (1:57.16) Michal Rubacek (2:48.42) Martin Verner (3:37.10)                                     | 3:37.10 | 1        | 4      |      |
| 21   | Romania                       | Razvan Ionut Florea (54.45) Dragoș Agache (1:55.96) Alexandru Felix Maestru (2:49.14) Norbert Trandafir (3:37.57)                | 3:37.57 | 4        | 2      |      |
| 21   | Bielorussia                   | Pavel Sankovič (54.57) Viktor Vabishchevich (1:55.89) Evgeny Lazuka (2:47.63) Andrei Radzionau (3:37.57)                         | 3:37.57 | 5        | 7      |      |
| 23   | Kazakistan                    | Stanislav Ossinskiy (56.73) Vladislav Polyakov (1:56.32) Rustam Khudiyev (2:49.83) Stanislav Kuzmin (3:38.65)                    | 3:38.65 | 4        | 1      |      |
| 24   | Irlanda                       | Karl Burdis (54.44) Barry Murphy (1:55.36) Conor Leaney (2:50.29) Ryan Harrison (3:39.87)                                        | 3:39.87 | 2        | 4      |      |
| 25   | Svizzera                      | Flori Lang (55.41) Benjamin Le Maguet (1:58.53) Damien Courtois (2:52.45) Gregory Widmer (3:41.10)                               | 3:41.10 | 1        | 6      |      |
| 26   | Estonia                       | Andres Olvik (56.80) Martti Aljand (1:57.69) Sten Indrikson (2:52.50) Vladimir Sidorkin (3:43.12)                                | 3:43.12 | 5        | 0      |      |
| 27   | Uzbekistan                    | Danil Bugakov (56.93) Ivan Demyanenko (1:59.66) Sergey Pankov (2:55.04) Daniil Tulupov (3:45.23)                                 | 3:45.23 | 5        | 9      |      |
| 28   | Colombia                      | Omar Pinzón (55.29) Jorge Mario Murillo Valdes (1:59.11) Carlos Viveros Madariaga (2:55.00) Julio Galofre Montes (3:46.45)       | 3:46.45 | 3        | 1      |      |
| 29   | Singapore                     | Kai Wee Rainer Ng (57.33) Jinwen Mark Tan (2:02.17) Xue Wei Nicholas Tan (2:57.24) Clement Lim (3:48.74)                         | 3:48.74 | 4        | 8      |      |
| 30   | India                         | Ashwin Menon (1:00.83) Sandeep Sejwal (2:03.11) Rehan Poncha (2:58.63) Virdhawal Khade (3:48.85)                                 | 3:48.85 | 2        | 6      |      |
| 31   | Filippine                     | Charles William Walker (58.92) Miguel Molina (2:02.79) James Walsh (2:58.42) Daniel Coakley (3:49.65)                            | 3:49.65 | 3        | 8      |      |
| 32   | Perù                          | Sebastian Jahnsen Madico (1:00.98) Pedro Luna Llamosas (2:07.86) Emmanuel Crescimbeni (3:03.15) Sebastian Arispe Silva (3:55.35) | 3:55.35 | 4        | 9      |      |
| 33   | Macao                         | Antonio Tong (1:01.00) Chan Wai Ma (2:08.84) Wing Cheung Victor Wong (3:04.40) Kuan Fong Lao (3:57.44)                           | 3:57.44 | 3        | 9      |      |
| 34   | Senegal                       | Matar Samb (1:04.43) Malick Fall (2:04.91) Papa Madiop Ndong (3:06.10) Abdoul Khadre Mbaye Niane (3:58.70)                       | 3:58.70 | 2        | 2      |      |
| 35   | Emirati Arabi Uniti           | Mohammed Al Ghaferi (1:02.12) Mubarak Al Besher (2:09.30) Obaid Aljesmi (3:06.21) Saeed Al Jesmi (4:00.37)                       | 4:00.37 | 2        | 3      |      |
| 36   | Armenia                       | Khachik Plavchyan (1:01.08) Andranik Harutyunyan (2:11.54) Mikayel Koloyan (3:09.36) Harutyun Harutyunyan (4:04.89)              | 4:04.89 | 2        | 5      |      |
| 37   | Papua Nuova Guinea            | Ryan John Pini (55.80) Ian Bond Wolongkatop Nakmai (2:06.79) Peter Popahun Pokawin (3:10.32) Daniel Kevin Pryke (4:05.62)        | 4:05.62 | 2        | 7      |      |
| 38   | Malta                         | Mark Sammut (1:04.59) Andrea Agius (2:13.10) Neil Agius (3:12.52) Edward Caruana Dingli (4:08.49)                                | 4:08.49 | 1        | 5      |      |
| 39   | Polinesia francese            | Vincent Perry (1:06.05) Rainui Teriipaia (2:12.84) Heimanu Sichan (3:13.77) Anthony Clark (4:08.78)                              | 4:08.78 | 1        | 2      |      |
| 40   | Albania                       | Sidni Hoxha (1:05.41) Jurgen Fici (2:21.60) Endi Babi (3:19.80) Jon Pepaj (4:16.13)                                              | 4:16.13 | 2        | 8      |      |
| 41   | Mozambico                     | Leonel Matonse (1:06.20) Ivo Chilaule (2:19.65) Gerusio Matonse (3:25.03) Patricio Vera (4:21.81)                                | 4:21.81 | 1        | 3      |      |
| 42   | Isole Marianne Settentrionali | Kailan Staal (1:09.11) Eli Ebenezer Wong (2:17.39) Cooper Graf (3:27.59) Shin Kimura (4:29.77)                                   | 4:29.77 | 2        | 0      |      |

## Risultati finale
| Pos. | Nazione       | Atleti | Corsia | Tempo   | Note |
| ---- | ------------- | --- | ------ | ------- | ---- |
|      | Stati Uniti   | Aaron Peirsol (52.19) Eric Shanteau (1:50.76) Michael Phelps (2:40.48) David Walters (3:27.28)              | 3      | 3:27.28 | WR   |
|      | Germania      | Helge Meeuw (52.27) Hendrik Feldwehr (1:50.78) Benjamin Starke (2:41.69) Paul Biedermann (3:28.58)          | 4      | 3:28.58 | ER   |
|      | Australia     | Ashley Delaney (53.10) Brenton Rickard (1:50.90) Andrew Lauterstein (2:41.48) Matthew Targett (3:28.64)     | 5      | 3:28.64 | OR   |
| 4    | Brasile       | Guilherme Guido (53.78) Henrique Barbosa (1:52.46) Gabriel Mangabeira (2:42.94) César Cielo Filho (3:29.16) | 2      | 3:29.16 |      |
| 5    | Francia       | Jérémy Stravius (53.96) Hugues Duboscq (1:52.50) Clément Lefert (2:43.47) Alain Bernard (3:29.73)           | 6      | 3:29.73 | NR   |
| 6    | Russia        | Arkady Vyatchanin (52.57) Grigory Falko (1:52.57) Evgeny Korotyshkin (2:43.14) Andrey Grechin (3:30.60)     | 7      | 3:30.60 | NR   |
| 7    | Giappone      | Junya Koga (52.90) Ryō Tateishi (1:51.80) Takurō Fujii (2:42.48) Rammaru Harada (3:30.91)                   | 8      | 3:30.91 |      |
| -    | Gran Bretagna | Liam Tancock (53.71) James Gibson (1:53.17) Michael Rock (-) Simon Burnett (-)                              | 1      | -       | DSQ  |